# Pat Cash
Pat Cash (* 27. Mai 1965 in Melbourne) ist ein ehemaliger australischer Tennisspieler.

## Karriere
Schon früh war absehbar, dass Pat Cash einmal ein großer Tennisspieler werden würde. 1981 führte er die Jugendrangliste an, 1982 gewann er die Junioren-Wettbewerbe der Grand-Slam-Turniere von Wimbledon und der US Open.
1982 wurde Cash Profi und gewann als 17-Jähriger in seiner Debütsaison gleich das Heimturnier in Melbourne. Bereits im folgenden Jahr wurde er für das australische Davis-Cup-Team nominiert, das 1983 das Finale erreichte.
Cash hatte mit seinem Sieg über Joakim Nyström maßgeblichen Anteil am 3:2-Sieg gegen Schweden. Der Australier ist noch immer der jüngste Spieler, der ein Davis-Cup-Finale bestritten und dort ein Match gewonnen hat.
1984 erreichte er in Wimbledon und bei den US Open jeweils das Halbfinale. Aber Cash war nicht nur ein guter Einzelspieler, 1984 und 1985 erreichte er in Wimbledon jeweils das Doppelfinale.
1986 gewann Pat Cash mit Australien abermals den Davis Cup, als Schweden wiederum mit 3:2 besiegt wurde.
1987 erreichte er das Finale der Australian Open, das er gegen Stefan Edberg in einem spannenden Fünfsatz-Krimi verlor. Es war das letzte Match, das bei den Australian Open auf Rasen gespielt wurde.
Der größte Erfolg für den Serve-und-Volley-Spieler war aber unbestritten der Triumph im Herreneinzel von Wimbledon im Jahr 1987, als Titelverteidiger Boris Becker überraschend in der zweiten Runde scheiterte. Cash besiegte dabei im Halbfinale Altmeister Jimmy Connors und im Finale die damalige Nummer 1, Ivan Lendl.
Im Jahr darauf erreichte er bei den Australian Open zum zweiten Mal das Finale, das er erneut gegen einen Schweden, nämlich Mats Wilander verlor. 1990 stand Cash erneut im Davis-Cup-Finale, diesmal unterlagen die Australier mit 2:3 den USA. Pat Cash gewann 31 seiner 41 Davis-Cup-Partien zwischen 1983 und 1990.
In seiner Heimat hatte man lange Zeit gehofft, dass Pat Cash an die Tradition der großen australischen Tennisspieler wie Roy Emerson oder Rod Laver anknüpfen könnte. Doch schon wegen seiner vielen Verletzungen konnte er nie in deren Fußstapfen treten.

## Karriereende
Neben dem Tennissport war Musik die große Leidenschaft von Pat Cash. Er betreibt heute eine Tennisschule, außerdem betätigt er sich gelegentlich als Co-Kommentator. Für Aufmerksamkeit im Nachhinein sorgte er mit dem Ausspruch, dass Roger Federer Wimbledon nie gewinnen werde können, was diesem achtmal gelang. Am 4. Januar 2006 trat Pat Cash zusammen mit dem Inder Karan Rastogi für ein einmaliges Comeback beim Turnier in Chennai in der Doppelkonkurrenz an. Sie verloren gegen das deutsche Doppel Alexander Waske und Rainer Schüttler 2:6, 2:6. 2018 spielte er ein Mixed-Match beim Hopman Cup 2018.
In der Medensaison 2006 war Cash für die Herren-40-Mannschaft des TC BW Issum im Einsatz. Seine einzige Partie in der Niederrheinliga gewann er mit 6:0, 6:1.

## Erfolge
| Legende                       |
| Grand Slam (1)                |
| Tennis Masters Cup            |
| ATP Masters Series (1)        |
| ATP International Series Gold |
| ATP International Series (15) |
| ATP Challenger Series (3)     |

| ATP-Titel nach Belag |
| Hartplatz (9)        |
| Sand (2)             |
| Rasen (4)            |
| Teppich (2)          |

### Einzel

#### Turniersiege

##### ATP Tour
| Nr. | Datum             | Turnier                 | Belag       | Finalgegner     | Ergebnis                |
| --- | ----------------- | ----------------------- | ----------- | --------------- | ----------------------- |
| 1.  | 3. Januar 1983    | Melbourne               | Hartplatz   | Rod Frawley     | 6:4, 7:6                |
| 2.  | 9. Oktober 1983   | Brisbane                | Hartplatz   | Paul McNamee    | 4:6, 6:4, 6:3           |
| 3.  | 29. März 1987     | Nancy                   | Teppich (i) | Wally Masur     | 6:2, 6:3                |
| 4.  | 5. Juli 1987      | Wimbledon Championships | Rasen       | Ivan Lendl      | 7:6, 6:2, 7:5           |
| 5.  | 22. November 1987 | Johannesburg            | Hartplatz   | Brad Gilbert    | 7:6, 4:6, 2:6, 6:0, 6:1 |
| 6.  | 29. April 1990    | Hongkong                | Hartplatz   | Alex Antonitsch | 6:3, 6:4                |

##### Challenger Tour
| Nr. | Datum            | Turnier | Belag     | Finalgegner     | Ergebnis      |
| --- | ---------------- | ------- | --------- | --------------- | ------------- |
| 1.  | 31. Oktober 1982 | Sydney  | Hartplatz | Craig A. Miller | 7:5, 6:7, 6:2 |

#### Finalteilnahmen
| Nr. | Datum            | Turnier             | Belag         | Finalgegner     | Ergebnis                |
| --- | ---------------- | ------------------- | ------------- | --------------- | ----------------------- |
| 1.  | 21. Oktober 1984 | Melbourne           | Teppich (i)   | Matt Mitchell   | 4:6, 6:3, 2:6           |
| 2.  | 25. Januar 1987  | Australian Open (1) | Rasen         | Stefan Edberg   | 3:6, 4:6, 6:3, 7:5, 3:6 |
| 3.  | 18. Oktober 1987 | Sydney Indoor       | Hartplatz (i) | Ivan Lendl      | 4:6, 2:6, 4:6           |
| 4.  | 24. Januar 1988  | Australian Open (2) | Hartplatz     | Mats Wilander   | 3:6, 7:6, 6:3, 1:6, 6:8 |
| 5.  | 22. April 1990   | Seoul               | Hartplatz     | Alex Antonitsch | 6:7, 3:6                |

### Doppel

#### Turniersiege

##### ATP Tour
| Nr. | Datum             | Turnier         | Belag       | Doppelpartner   | Finalgegner                        | Ergebnis      |
| 1.  | 26. Dezember 1982 | Adelaide        | Rasen       | Chris Johnstone | Broderick Dyke Wayne Hampson       | 6:3, 6:7, 7:6 |
| 2.  | 9. Oktober 1983   | Brisbane        | Teppich (i) | Paul McNamee    | Mark Edmondson Kim Warwick         | 7:6, 7:6      |
| 3.  | 18. Dezember 1983 | Sydney (1)      | Rasen       | Mike Bauer      | Broderick Dyke Rod Frawley         | 7:6, 6:4      |
| 4.  | 8. April 1984     | Houston         | Sand        | Paul McNamee    | David Dowlen Nduka Odizor          | 7:5, 4:6, 6:3 |
| 5.  | 29. April 1984    | Aix-en-Provence | Sand        | Paul McNamee    | Chris Lewis Wally Masur            | 4:6, 6:3, 6:4 |
| 6.  | 17. Juni 1984     | Queen’s Club    | Rasen       | Paul McNamee    | Bernard Mitton Butch Walts         | 6:4, 6:3      |
| 7.  | 5. Mai 1985       | Las Vegas       | Hartplatz   | John Fitzgerald | Paul Annacone Christo van Rensburg | 7:6, 6:7, 7:6 |
| 8.  | 16. August 1987   | Montreal        | Hartplatz   | Stefan Edberg   | Peter Doohan Laurie Warder         | 6:7, 6:3, 6:4 |
| 9.  | 14. Januar 1990   | Sydney (2)      | Hartplatz   | Mark Kratzmann  | Pieter Aldrich Danie Visser        | 6:4, 7:5      |
| 10. | 29. April 1990    | Hongkong        | Hartplatz   | Wally Masur     | Kevin Curren Joey Rive             | 6:3, 6:3      |
| 11. | 12. Mai 1996      | Pinehurst       | Hartplatz   | Patrick Rafter  | Ken Flach David Wheaton            | 6:2, 6:3      |

##### Challenger Tour
| Nr. | Datum          | Turnier | Belag | Doppelpartner    | Finalgegner                | Ergebnis      |
| 1.  | 11. April 1982 | Tokio   | Sand  | Craig A. Miller  | Bruce Derlin David Mustard | 6:2, 6:2      |
| 2.  | 18. Mai 1997   | Košice  | Sand  | Andrew Kratzmann | Brent Haygarth Maks Mirny  | 4:6, 6:2, 6:4 |

#### Finalteilnahmen
| Nr. | Datum            | Turnier                     | Belag         | Doppelpartner        | Finalgegner                    | Ergebnis                |
| 1.  | 8. Juli 1984     | Wimbledon Championships (1) | Rasen         | Paul McNamee         | Peter Fleming John McEnroe     | 2:6, 7:5, 2:6, 6:3, 3:6 |
| 2.  | 16. Juni 1985    | Queen’s Club                | Rasen         | John Fitzgerald      | Ken Flach Robert Seguso        | 6:3, 3:6, 14:16         |
| 3.  | 7. Juli 1985     | Wimbledon Championships (2) | Rasen         | John Fitzgerald      | Heinz Günthardt Balázs Taróczy | 4:6, 3:6, 6:4, 3:6      |
| 4.  | 2. November 1986 | Hongkong                    | Hartplatz     | Mark Kratzmann       | Mike DePalmer Gary Donnelly    | 6:7, 7:6, 5:7           |
| 5.  | 9. November 1986 | Stockholm                   | Hartplatz (i) | Slobodan Živojinović | Sherwood Stewart Kim Warwick   | 4:6, 4:6                |
| 6.  | 21. April 1996   | Bermuda                     | Sand          | Patrick Rafter       | Jan Apell Brent Haygarth       | 6:3, 1:6, 3:6           |

## Abschneiden bei Grand-Slam-Turnieren

### Einzel
| Turnier         | 1981 | 1982 | 1983 | 1984 | 1985 | 1986  | 1987 | 1988 | 1989 | 1990 | 1991 | 1992 | 1993 | 1994 | 1995 | 1996 | 1997 | Karriere |
| --------------- | ---- | ---- | ---- | ---- | ---- | ----- | ---- | ---- | ---- | ---- | ---- | ---- | ---- | ---- | ---- | ---- | ---- | -------- |
| Australian Open | 1    | VF   | AF   | VF   | —    | n. a. | F    | F    | AF   | —    | 3    | 2    | —    | —    | 1    | —    | 1    | F        |
| French Open     | —    | —    | 1    | 1    | —    | —     | 1    | AF   | —    | —    | 2    | —    | —    | —    | —    | —    | —    | AF       |
| Wimbledon       | —    | —    | AF   | HF   | 2    | VF    | S    | VF   | —    | AF   | 2    | 2    | —    | —    | 1    | —    | 1    | S        |
| US Open         | —    | 1    | 3    | HF   | —    | 1     | 1    | —    | —    | 3    | —    | —    | —    | —    | —    | 1    | —    | HF       |

Zeichenerklärung: S = Turniersieg; F, HF, VF, AF = Einzug ins Finale / Halbfinale / Viertelfinale / Achtelfinale; 1, 2, 3 = Ausscheiden in der 1. / 2. / 3. Hauptrunde; Q1, Q2, Q3 = Ausscheiden in der 1. / 2. / 3. Runde der Qualifikation; n. a. = nicht ausgetragen

### Doppel
| Turnier         | 1981 | 1982 | 1983 | 1984 | 1985 | 1986  | 1987 | 1988 | 1989 | 1990 | 1991 | 1992 | 1993 | 1994 | 1995 | 1996 | 1997 | Karriere |
| --------------- | ---- | ---- | ---- | ---- | ---- | ----- | ---- | ---- | ---- | ---- | ---- | ---- | ---- | ---- | ---- | ---- | ---- | -------- |
| Australian Open | 1    | 1    | VF   | HF   | —    | n. a. | AF   | —    | —    | VF   | —    | —    | —    | —    | —    | —    | 2    | HF       |
| French Open     | —    | AF   | 1    | 1    | —    | —     | —    | —    | —    | —    | —    | —    | —    | —    | —    | —    | 2    | AF       |
| Wimbledon       | —    | —    | AF   | F    | F    | AF    | —    | —    | —    | —    | —    | —    | —    | —    | —    | 2    | 1    | F        |
| US Open         | —    | 1    | HF   | 1    | —    | —     | —    | —    | —    | 2    | —    | —    | —    | —    | —    | 2    | 1    | HF       |

### Mixed
| Turnier         | 1982  | 1983  | 1984  | 1985  | 1986  | 1987 | 1988 | 1989 | 1990 | 1991 | 1992 | 1993 | 1994 | 1995 | 1996 | 1997 | Karriere |
| --------------- | ----- | ----- | ----- | ----- | ----- | ---- | ---- | ---- | ---- | ---- | ---- | ---- | ---- | ---- | ---- | ---- | -------- |
| Australian Open | n. a. | n. a. | n. a. | n. a. | n. a. | —    | —    | —    | —    | —    | —    | —    | —    | AF   | —    | AF   | AF       |
| French Open     | AF    | —     | —     | —     | —     | —    | —    | —    | —    | —    | —    | —    | —    | —    | —    | —    | AF       |
| Wimbledon       | —     | —     | —     | —     | —     | —    | —    | —    | —    | —    | —    | —    | —    | —    | AF   | —    | AF       |
| US Open         | VF    | —     | —     | —     | —     | —    | —    | —    | —    | —    | —    | —    | —    | —    | —    | —    | VF       |

## The Masked Singer
Im Januar 2022 nahm Cash als Bagpipes an der dritten Staffel der britischen Version von The Masked Singer teil, in der er den neunten von insgesamt zwölf Plätzen belegte.